# 長妻昭
長妻昭（日语：／ Nagatsuma Akira */?；1960年6月14日—）是日本政治人物，自2000年起擔任日本眾議院議員，曾在鳩山由紀夫和菅直人首相時期擔任厚生勞動大臣。出身東京都練馬區，東京都立練馬高等学校、慶應義塾大學法学部畢業，然後進入NEC和日經BP工作。2016年3月起擔任新建立的民進黨的代表代行（等同副黨魁）。2017年10月3日加入新建立的立憲民主黨，並擔任代表代行（副黨魁）。